# Шальопа, Андрей Геннадьевич
Андре́й Генна́дьевич Шальо́па (род. 19 февраля 1972) — российский киноактёр, кинорежиссёр, сценарист и продюсер. Один из продюсеров, автор сценария и сорежиссёр фильма «28 панфиловцев», одного из наиболее удачных краудфандинговых проектов в российском кинематографе. На данный момент занимается съёмкой кинокартины про самую эффективную женщину-пилота Лидию Литвяк.

## Биография
Родился 19 февраля 1972 года в Ленинграде. В 1998 году окончил Санкт-Петербургский государственный экономический университет. Сменил несколько профессий и в результате стал сценаристом, реализовав свою детскую мечту.
Дебютировал в кино в 2008 году с кинофильмом «Поймать ведьму» — фильм ужасов с элементами чёрного юмора, в котором он выступил в качестве режиссёра, сценариста, продюсера и исполнителя главной роли. Написал сценарии к фильмам и сериалам: «Сквот», «Любовь и 1000 мелочей», «Рыжая», «Слово женщине», «Черкизона. Одноразовые люди» и к ряду других.
В 2009 году написал сценарий к фильму о героях-панфиловцах. При подготовке сценария более года ушло на изучение исторических материалов, поиск достоверных источников, чтобы воссоздать картину событий. Отсутствие спонсоров и государственной поддержки вынудило создателей к использованию краудфандинга — в 2013 году фильм «28 панфиловцев» собрал 34 746 062 рубля, став одним из наиболее удачных краудфандинговых проектов в российском кинематографе. Фильм был выпущен в прокат 24 ноября 2016 года и был назван лучшим фильмом 2016 года согласно опросу ВЦИОМ.
Генеральный продюсер студии Lybian Palette Studios и студии «28 панфиловцев».

## Семья и личная жизнь
Живёт в Санкт-Петербурге, отец пятерых детей. Жена — Лада Уварова, председатель совета движения «Отказники Петербурга», руководитель проекта «Дети ждут». Бабушка — ленинградский учёный и педагог Л. М. Предтеченская, создательница школьного курса «Мировая художественная культура» (МХК).
Любимая книга — «Часы с вариантами» Александра Житинского. «Эталонными» фильмами о Великой Отечественной войне считает фильмы «У твоего порога», «Они сражались за Родину» и «На войне, как на войне».

## Взгляды

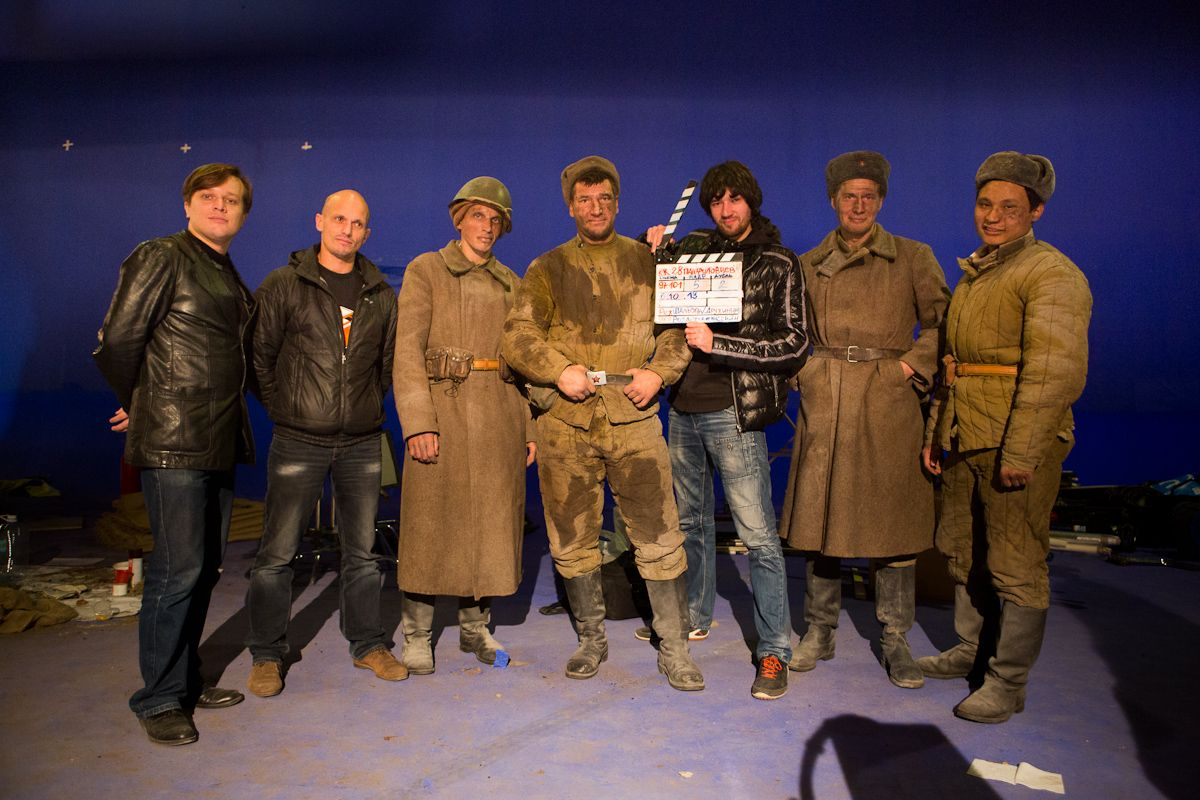
Актёры и участники съёмочной группы фильма «28 панфиловцев», ноябрь 2013

Я с детства, как, думаю, и большинство моих сверстников, люблю фильмы про войну. Для русского человека это, по-моему — такой полноценный жанр. Великая Отечественная война — это самое значимое событие в нашей истории. И самое важное в нём то, что мы победили. Мне кажется, что фильм о войне хотели бы снять большинство режиссёров. В моей семье воевали оба деда и бабушка.
— Андрей Шальопа

## Фильмография

### Актёр
- 2005 — Золотая Медуза — Скула
- 2005 — Бандитский Петербург. Фильм 7. Передел — бандит в сауне (1 серия)
- 2008 — Поймать ведьму — Алексей Комаров (Алекс)
- 2016 — 28 панфиловцев — лейтенант Василий Угрюмов, командир стрелкового взвода

### Режиссёр
- 2008 — Поймать ведьму (совместно с Кимом Дружининым)
- 2016 — 28 панфиловцев (совместно с Кимом Дружининым)
- 2022[11] — Литвяк (совместно с Кимом Дружининым, в процессе съёмки)

### Сценарист
- 2008 — Поймать ведьму (совместно с Кимом Дружининым)
- 2011 — Сквот
- 2013 — Море по колено
- 2016 — 28 панфиловцев (дата анонса 2016 год)
- 2022[11] — Литвяк (в процессе съёмки)

### Продюсер
- 2008 — Поймать ведьму
- 2016 — 28 панфиловцев
- 2022[11] — Литвяк (в процессе съёмки)

## Участие в интернет-шоу
- 2016 — «От винта!» (Youtube-канал «Навигатор Игрового Мира») — приглашённый гость